# 突變元年：伊甸園之路
《突變元年：伊甸園之路》是瑞典公司The Bearded Ladies於2018年底推出的回合制策略遊戲，由Funcom出品，基於《突變元年》的世界觀，對應Microsoft Windows、PlayStation 4和Xbox One平台推出。任天堂Switch版本於2019年7月上市。遊戲整體獲得不俗評價。

## 劇情
在虛構的1945年，人類於核彈末日中毀滅，只剩少數人和變種人存活，變種人都是獸頭人身的型態，一個不知名的方舟統治者The Elder「長老」建立了方舟之城，其實是廢棄建材搭建的簡陋小鎮，但構成維生條件所以成了人類最後堡壘，想恢復文明的人與變種人合作一起生存對抗外界遊蕩的盜匪與怪物，派出撿拾者出去找物資是方舟運轉的關鍵，玩家扮演一個撿拾小隊捲入一個大謎團故事。

## 電影改編
2020年8月，Pathfinder和HaZ Films宣布他們正在製作一部基於該遊戲的動畫電影。它使用虛幻引擎4進行渲染，導演由Hasraf Dulull擔任。

## 外部連結
- 官方网站
- 互联网电影数据库（IMDb）上《突變元年：伊甸園之路》的资料（英文）